# Тонконогов, Дмитрий Валентинович
Дмитрий Валентинович Тонконогов (род. 11 июля 1973, Москва) — поэт, переводчик, литературный журналист. Лауреат премии «Московский счёт» (2004).

## Биография
Дмитрий Тонконогов родился в Москве 11 июля 1973 года. Учился в Литературном институте имени А. М. Горького, работал в экспедициях в Сибири и на Севере. 25 лет был редактором отдела поэзии журнала «Арион». Автор публикаций в журналах «Смена», «Арион», «Дружба народов», «Новая Юность», «Знамя», «Октябрь», «Интерпоэзия», антологии 10/30 «Стихи тридцатилетних», поэтических сборников «Тёмная азбука» (2004), «Темная азбука» (2009), «Один к одному» (2015), «Умножить на десять» (2025) и нескольких книг для детей. В настоящее время ответственный секретарь и заведующий отделом поэзии журнала «Новая Юность».

## Награды и премии
- Лауреат премии «Московский счёт» (2004)
- Лауреат поощрительной премии «Триумф» (2004)

### Книги
- «Тёмная азбука» (2004)
- «Темная азбука» (2009)
- «Один к одному» (2015)
- "Умножить на десять" (2025)

## Цитаты
Тонконогов — поэт трудный, сопротивляющийся всему: попытке выстроить горизонтальные и вертикальные связи (из сверстников, “обнаружившихся на страницах”, Илья Фаликов называет Глеба Шульпякова — ну, не знаю), семантическому “взлому” на первый взгляд простых текстов, классификации. Что, в общем, и есть признаки поэзии, как ни крути.
— Мария Галина, «Знамя», №7, 2010

Дмитрия Тонконогова называют поэтом "загадочным", аттестуют как наследника Заболоцкого по части пристального интереса к вечному вещному миру, а также именуют "поэтом остранения". Представляет Тонконогов "поколение тридцатилетних, "рожденных в СССР" и проведших детство в империи эпохи заката. Представители этого поколения рано познали конечность "невыносимой легкости бытия", рано были поставлены перед выбором: заняться выживанием или все же попытаться осмыслить эпоху и свое место в ней. Многие из этого поколения уехали. Некоторые — разными тропами ушли в небытие. Тонконогов остался осмыслять.
— Татьяна Виноградова, «Литературные известия», № 16 (20), 2009

Дмитрий Тонконогов пишет не просто мало, а очень мало, даже выпуск двух почти одинаковых книг с одним и тем же названием ему простителен, потому как все ждут: чего там ещё он придумает? – пусть, пока суд да дело, прежнее ещё раз распубликует. А он не придумывает и не придумывает и так – годами, поскольку (вероятно, так Дмитрию Тонконогову думается) всё уже понаизобретено – от абсурдистских вывертов смысла до концептуалистских отказов от прямого и однозначного смыслопорождения. 
— Дмитрий Бак, «Октябрь» 2010, №5